# Miocardiopatía dilatada
Una cardiopatía dilatada (MCD), anteriormente llamada cardiomiopatía congestiva, es un trastorno caracterizado por una hipertrofia y dilatación progresiva del corazón causando debilidad a tal punto de disminuir la capacidad de bombear sangre eficazmente. Esa disminución de la función cardíaca puede afectar a los pulmones y otros órganos y sistemas del cuerpo.

## Epidemiología
La miocardiopatía dilatada es la miocardiopatía más frecuente y ocurre con más frecuencia en hombres que en mujeres y aparece en edades comprendidas entre 20 y 60 años. Aproximadamente un tercio de los casos de insuficiencia cardíaca congestiva ocurre por una cardiomiopatía dilatada. Es posible ver una MCD aparecer en niños.

## Etiología
A pesar de que en la mayoría de los casos no se evidencia una causa aparente, la MCD es probablemente el resultado de daño producido al miocardio por una variedad de agentes tóxicos, metabólicos o infecciosos. Puede ser una secuela tardía de una miocarditis viral, probablemente mediada por un mecanismo inmunitario,  y también se ha sugerido este tipo de mecanismo como causa de una miocardiopatía dilatada. Muchos casos de miocardiopatía dilatada son de causa idiopática, es decir, que su causa es desconocida.
La causa más frecuente de miocardiopatía dilatada reversible es el abuso prolongado de alcohol. Las dosis altas de doxorrubicina, un agente quimioterapéutico, puede resultar en una miocardiopatía dilatada reversible. La exposición al cobalto, mercurio, plomo y altas dosis de catecolaminas pueden dañar el corazón y producir una miocardiopatía dilatada. Ciertos trastornos endocrinos, incluyendo la tirotoxicosis, hipotiroidismo y la acromegalia han sido causa usualmente reversible de miocardiopatía dilatada. Asimismo, otros trastornos metabólicos como la hipofosfatemia, hipocalcemia y un déficit de tiamina.
También deben distinguirse las causas genéticas de las múltiples causas adquiridas (no genéticas). Tras la exclusión de todas las causas identificables adquiridas (descritas arriba, MCD pasa tradicionalmente a ser conocida como miocardiopatía dilatada idiopática (IDC), por lo que incluye las formas genéticas de DCM. Cuando dos o más miembros de la familia estrechamente relacionada cumplen con el estándar para el diagnóstico de IDC se realiza el diagnóstico de miocardiopatía dilatada familiar (FDC). Las formas genéticas de MCD se diagnostican, pues, por la historia familiar y los estudios genéticos moleculares disponibles en los laboratorios clínicos.

### Causas hereditarias
La comunidad científica considera que aproximadamente el 20% - 50% de IDC puede tener una base genética. El análisis de familiares de primer grado de un afectado mediante ecocardiografía y electrocardiografía revela que 20% - 48% de los probandos tiene familiares afectados, considerándose en estos casos miocardiopatía dilatada familiar (FDC).
Actualmente se conocen más de 20 genes relacionados con las causas de FDC, aunque representan, sin embargo, una minoría de los casos de FDC.

## Patogenia
La miocardiopatía dilatada (MCD) es una forma de miocardiopatía, un grupo de enfermedades que afectan principalmente al miocardio, es decir, el músculo cardíaco. Las diferentes miocardiopatías tienen sus diferentes causas y afectan al corazón de modos diferentes. En la MCD, una porción del miocardio se encuentra dilatada, de allí su nombre, muchas veces sin causa clara. Ello causa un fallo contráctil y una subsecuente disfunción en el bombeo sistólico de sangre ventricular, lo que conlleva a una dilatación e hipertrofia ventricular.

## Cuadro clínico
Los síntomas de una miocardiopatía dilatada corresponden con la insuficiencia cardíaca derecha o izquierda. Por lo general, en la falla izquierda del corazón aparecen dificultad respiratoria al acostarse, disnea paroxística nocturna, y dificultad respiratoria con el ejercicio y preceden a la falla del lado derecho del corazón. El dolor torácico puede aparecer sin que haya enfermedad coronaria.

## Diagnóstico
En el examen físico se identifica un ritmo cardíaco de galope y un murmullo cardíaco por regurgitación mitral, mientras que en el electrocardiograma se observa un segmento S-T irregular con signos de bloqueo de rama derecha. La radiografía de tórax muestra un corazón agrandado con evidencia de congestión pulmonar vascular. El ecocardiograma revela la reducida contractibilidad del ventrículo izquierdo. Por lo general no se requiere un cateterismo cardíaco.

## Tratamiento
El tratamiento suele implicar eliminar la causa o toxina que ha estado conllevando a un aumento del tamaño del ventrículo cardíaco afectado. Los síntomas de insuficiencia cardíaca pueden mejorar con medidas de conducta, la restricción de sal de mesa y la administración de medicamentos incluyendo glucósidos cardíacos, diuréticos y vasodilatadores. Evidencias recientes han señalado que el añadir vasodilatadores como la nitroglicerina, la hidralazina o Inhibidores de la enzima convertidora de angiotensina a un régimen previo con digoxina o diuréticos aumenta la longevidad del paciente con miocardiopatía dilatada.